# Лондонський велопарк
| Лондонський велопарк | Лондонський велопарк                                       |
| -------------------- | ---------------------------------------------------------- |
| Місто                | Лондон, Велика Британія                                    |
| Будівництво          | 2009-2011                                                  |
| Місткість            | 6000                                                       |
| Подія                | Літні Олімпійські ігри 2012 Літні Паралімпійські ігри 2012 |

Лондонський велопарк (англ. London Velopark) — споруда літніх Олімпійських та Паралімпійських ігор 2012 у Лондоні.
Місткість арени становить 6000 місць. Арена прийняв велоспорт Олімпіади та велоспорт Паралімпіади.
Велотрек має стандартну довжину 250 метрів. На спорудження полотна пішло 53 км  Сибірського кедра, було забито 350 000 цвяхів.